# António Cardoso Avelino
António Cardoso Avelino, originalmente conhecido como Antonio Cardozo Avellino (Lamego, 1822 - 6 de Dezembro de 1889) foi um jurista e político português.

## Biografia

### Nascimento
Nasceu em 1822, na cidade de Lamego.

### Carreira política
Em 1863, António Cardoso Avelino era ajudante do fiscal da coroa junto do Ministério das Obras Públicas, tendo emitido um relatório sobre um pedido do empresário britânico George Croft para que a propriedade das minas que possuía no Distrito de Leiria fosse passada para uma empresa britânica. Este parecer foi uma das principais bases legais para a utilização de capital estrangeiro em Portugal, o que deu um grande impulso ao processo económico da regeneração.
António Cardoso Avelino exerceu como ministro das Obras Públicas sob a presidência de Fontes Pereira de Melo, tendo sido duramente criticado nos meios políticos devido à sua concessão para o Caminho de Ferro de Cacilhas. Foi também durante o seu mandato que foram feitas várias propostas para caminhos de ferro, incluindo uma via férrea transversal de Ponte de Santana a São Martinho do Porto pelo Cartaxo, Rio Maior, Óbidos e Caldas da Rainha, e outra de Vila Real a Viseu pelo Régua, Lamego, apresentada pelo empresário alemão Maximiliano Schreck.
Passou depois para a pasta da Justiça como interino, embora nessa altura já fosse considerado como um político gasto, pelo que saiu da administração pública após o final do seu mandato. Foi então promovido de ajudante do Procurador Geral da Coroa para Procurador Geral, e destacado como administrador da Casa de Bragança. Apesar do seu afastamento do governo, continuou a ter uma influência indirecta nos assuntos de estado, através do seu direito de voto consultivo.
Também se interessava pela música, tendo-se destacado como pianista.

### Últimos anos e falecimento
António Cardoso Avelino sofreu nos seus últimos anos de uma lesão na aorta, que depois foi acentuada devido a uma pneumonia, tendo morrido em 6 de Dezembro de 1889. Estava casado com uma filha do conselheiro Paiva Pereira, e tinha uma filha.